# Аокі Такуя
Аокі Такуя (яп. 青木 拓矢; нар. 16 вересня 1989, Такасакі) — японський футболіст, півзахисник клубу «Урава Ред Даймондс».

## Ігрова кар'єра
У дорослому футболі дебютував 2008 року виступами за команду «Омія Ардія», проте основним гравцем став лише у сезоні 2010. Всього провів в команді шість сезонів, взявши участь у 127 матчах чемпіонату.
До складу клубу «Урава Ред Даймондс» приєднався на початку 2014 року. Аокі став першим гравцем, який коли-небудь перейшов з «Омії» в «Ураву». З командою став володарем Кубка Джей-ліги та клубним чемпіоном Азії. Станом на 9 грудня 2017 відіграв за команду з міста Сайтама 87 матчів в національному чемпіонаті.

## Титули і досягнення
- Володар Кубка Джей-ліги (1):

«Урава Ред Даймондс»: 2016
- Клубний чемпіон Азії (1):

«Урава Ред Даймондс»: 2017
- Володар Кубка Імператора (1):

«Урава Ред Даймондс»: 2018